# Jeorjos Raftopulos
Jeorjos A. Raftopulos (gr. Γεώργιος Ραυτόπουλος; ur. 21 marca 1940 w Welinie w nomosie Koryntia) – grecki polityk i działacz związkowy, od 1993 do 1994 poseł do Parlamentu Europejskiego III kadencji.

## Życiorys
Ukończył studia z zakresu socjologii i politologii. Pracował m.in. jako wykładowca nauk politycznych, publikował też artykuły. Został sekretarzem generalnym (1982–1983) i prezydentem (1983–1989) Generalnej Konfederacji Greckich Pracowników (największego krajowego związku zawodowego). Należał do Europejskiego Komitetu Ekonomiczno-Społecznego, egzekutywy Europejskiej Konfederacji Związków Zawodowych i Międzynarodowej Konfederacji Wolnych Związków Zawodowych. Opublikował (głównie w XX wieku) kilka książek poświęconych działalności związków zawodowych.
Zaangażował się w działalność polityczną w ramach Panhelleńskiego Ruchu Socjalistycznego, należał do jego komitetu centralnego. Był m.in. sekretarzem regionu Wyspy Jońskie. W 1989 kandydował do Parlamentu Europejskiego, mandat zdobył 25 listopada 1993 w miejsce Dionisisa Liwanosa. Przystąpił do grupy socjalistycznej, został członkiem Komisji ds. Kultury, Młodzieży, Edukacji i Środków Masowego Przekazu oraz wiceprzewodniczącym Delegacji do Wspólnej Komisji Parlamentarnej WE-Cypr (styczeń–lipiec 1994).